# Norrbottens läns valkrets
Norrbottens läns valkrets är en av valkretsarna vid val till den svenska riksdagen. 

## Mandatantal
I det första valet till enkammarriksdagen 1970 hade valkretsen tio fasta mandat, ett antal som var oförändrat åtminstone fram till 1998 då antalet sjönk till 9. 2014 sjönk antalet mandat till 8 mandat. Även i riksdagsvalet 2006 hade valkretsen nio fasta mandat. Antalet utjämningsmandat var två i valet 1970, ett i valet 1973, två i valet 1976, ett i valet 1979, noll i valet 1982, ett i valet 1985, noll i valen 1988 och 1991 samt ett i valet 1994. I valet 2006 hade valkretsen ett utjämningsmandat.
| 1970 | 1973 | 1976 | 1979 | 1982 | 1985 | 1988 | 1991 | 1994 | 1998 | 2002 | 2006 | 2010 | 2014 | 2018 |
| ---- | ---- | ---- | ---- | ---- | ---- | ---- | ---- | ---- | ---- | ---- | ---- | ---- | ---- | ---- |
| 10   | 10   | 10   | 10   | 10   | 10   | 10   | 10   | 10   | 9    | 9    | 9    | 9    | 8    | 8    |

## Ledamöter i enkammarriksdagen (listan ej komplett)

### 1971–1973
- Per Petersson, m
- Filip Johansson, c
- Torsten Stridsman, c
- Bertil Öhvall, fp
- Frida Berglund, s
- Thure Dahlberg, s
- Uno Hedström, s
- Karl-Erik Häll, s
- Bengt Norling (statsråd under mandatperioden), s
- Ingvar Svanberg, s
- Ivar Hermansson (1971), vpk
  - Alf Lövenborg (1972–1973), vpk
- Eivor Marklund, vpk

### 1974–1975/76
- Per Petersson, m
- Filip Johansson, c
- Torsten Stridsman, c
- Frida Berglund, s
- Thure Dahlberg, s
- Uno Hedström, s
- Karl-Erik Häll, s
- Bengt Norling (statsråd under mandatperioden), s
- Ingvar Svanberg, s
  - Curt Boström (ersättare 15/2 1974–4/6 1976), s
- Alf Lövenborg, vpk
- Eivor Marklund, vpk

### 1976/77–1978/79
- Per Petersson, m
- Filip Johansson, c
- Torsten Stridsman, c
- Eva Winther (statsråd 18/10 1978–30/9 1979), fp
  - Göte Pettersson (statsrådsersättare 18/10 1978–30/9 1979), fp
- Frida Berglund, s
- Curt Boström, s
- Karl-Erik Häll, s
- , s
- Bengt Norling (4/10 1976–4/6 1977; statsråd 4–8/10 1976), s
  - Sten-Ove Sundström (statsrådsersättare för Bengt Norling 4–8/10 1976), s
  - Sten-Ove Sundström (ledamot 3/10 1977–30/9 1979), s
- Ingvar Svanberg, s
- Alf Lövenborg, vpk 4/10 1976–10/3 1977, partilös 11/3–31/12 1977, apk 1/1 1978–30/9 1979
- Eivor Marklund, vpk

### 1979/80–1981/82
- Per Petersson, m
- Filip Johansson, c
- Arne Lindberg, c
  - Per-Ola Eriksson (ersättare 9/3–9/4 1981), c
- Eva Winther (statsråd 1–12/10 1979), fp
  - Bo-Gunnar Ledin (statsrådsersättare för Eva Winther 1–12/10 1979), fp
  - Bo-Gunnar Ledin (ersättare för Eva Winther 13/4–13/5 1982), fp
- Frida Berglund, s
- Curt Boström, s
- Karl-Erik Häll, s
- Kerstin Nilsson, s
- Sten-Ove Sundström, s
- Ingvar Svanberg, s
- Eivor Marklund, vpk
  - Paul Lestander (ersättare 14/4–27/5 1980), vpk

### 1982/83–1984/85
- Per Petersson, m
- Per-Ola Eriksson, c
- Frida Berglund, s
- Curt Boström, s
- Sören Häggroth, s
- Karl-Erik Häll, s
- Kerstin Nilsson, s
- Åke Selberg, s
- Sten-Ove Sundström, s
  - Bruno Poromaa (ersättare 8/10–14/11 1982), s
  - Bruno Poromaa (ersättare 1/1–29/9 1985, s
- Paul Lestander, vpk

### 1985/86–1987/88
- Erik Holmkvist, m
- Per-Ola Eriksson, c
- Britta Bjelle, fp
- Ewa Hedkvist Petersen, s
- Leif Marklund, s
- Bruno Poromaa, s
- Åke Selberg, s
- Åsa Strömbäck-Norrman (30/9 1985–1/3 1987), s
  - Claes Rensfeldt (ersättare 21/5–28/2 1987), s
  - Claes Rensfeldt (ledamot 2/3 1987–2/10 1988), s
- Sten-Ove Sundström, s
- Monica Öhman, s
- Paul Lestander, vpk

### 1988/89–1990/91
- Erik Holmkvist, m
- Per-Ola Eriksson, c
- Britta Bjelle, fp
- Ewa Hedkvist Petersen, s
- Leif Marklund, s
- Bruno Poromaa, s
- Åke Selberg, s
- Sten-Ove Sundström, s
- Monica Öhman, s
- Paul Lestander (3/10 1988–2/10 1989), vpk
  - Bengt Hurtig (3/10 1989–29/9 1991), vpk/v

### 1991/92–1993/94
- Olle Lindström, m
- Per-Ola Eriksson, c
- Britta Bjelle, fp
- Ewa Hedkvist Petersen, s
- Leif Marklund, s
- Bruno Poromaa, s
- Åke Selberg, s
- Sten-Ove Sundström, s
- Monica Öhman, s
- Bengt Hurtig, v

### 1994/95–1997/98
- Per-Ola Eriksson, c
- Olle Lindström, m
- Birgitta Ahlqvist, s  (ledamot till 9/1 1995)
  - Eva Persson Sellin, s (ledamot från 10/1 1995)
  - Lennart Thörnlund, s (ersättare 18/9 1996–30/4 1997)
- Birgitta Gidblom, s
- Lars U. Granberg, s
- Ulf Kero, s
- Lennart Klockare, s
- Leif Marklund, s
- Kristina Zakrisson, s
- Monica Öhman, s
- Bengt Hurtig, v
  - Siv Holma, v (ersättare 10/1–9/10 1995)

### 1998/99–2001/02
- Erling Wälivaara, kd[3]
- Olle Lindström, m[3]
- Birgitta Ahlqvist, s[3]
- Lars U. Granberg, s[3]
  - Bengt Niska, s (ersättare för Lars U. Granberg 16/9 1999–29/2 2000)
- Lennart Klockare, s[3]
- Anders Sundström, s[3] (5–26/10 1998; statsråd under samma period)
  - Kristina Zakrisson, s (ersättare för Anders Sundström 5–26/10 1998, ledamot 26/10 1998–2001/02)
- Monica Öhman, s[3]
- Stig Eriksson, v[3]
- Siv Holma, v[3]

### 2002/03–2005/06
- Anna Grönlund (senare Anna Grönlund Krantz, fp[4]
- Erling Wälivaara, kd[4]
- Anna Ibrisagic, m[4] (2002–19 juli 2004)
  - Krister Hammarbergh, m (20 juli 2004–2006)
- Peter Eriksson, mp[4]
- Birgitta Ahlqvist, s[4]
- Lennart Klockare, s[4]
- Björn Rosengren, s[4] (30 september–21 oktober 2002; statsråd 30 september–15 oktober 2002)
  - Lars U. Granberg, s (statsrådsersättare 30 september–15 oktober 2002; ledamot 22 oktober 2002–2006)
- Anders Sundström, s[4] (2002–31 juli 2004)
  - Karin Åström, s (1 augusti 2004–2006)
- Kristina Zakrisson, s[4]
- Maria Öberg, s[4]
- Siv Holma, v[4]

### 2006/07–2009/10
- Stefan Tornberg, c[5]
- Krister Hammarbergh, m[5]
- Lars U. Granberg, s[5]
- Fredrik Lundh, s[5]
  - Hannah Bergstedt, s (ersättare 20 augusti 2007–31 mars 2008 för Fredrik Lundh)
- Leif Pettersson, s[5]
- Kristina Zakrisson, s[5]
  - Hannah Bergstedt, s (ersättare 22 oktober–31 december 2008 för Kristina Zakrisson)
- Karin Åström, s[5]
- Maria Öberg (från 2007 Maria Stenberg), s[5]
- Siv Holma, v[5]

### 2010/11–2013/14
- Krister Hammarbergh, M[6]
- Åsa Ågren Wikström, M[6] (till 6 mars 2011; avsade sig uppdraget)
  - Johan Johansson, M (från 7 mars 2011)
- Hannah Bergstedt, S[6]
- Sven-Erik Bucht, S[6]
- Fredrik Lundh Sammeli, S[6]
- Leif Pettersson, S[6]
- Maria Stenberg, S[6]
- Karin Åström, S[6]
- Siv Holma, V[6]

### 2014/15–2017/18
- Krister Hammarbergh, M[7]
- Hannah Bergstedt, S[7]
  - Linus Sköld, S (ersättare för Hannah Bergstedt 1/2–1/8 2017)
- Sven-Erik Bucht, S[7] (statsråd från 3/10 2014)
  - Ida Karkiainen, S (ersättare för Sven-Erik Bucht 3/10 2014–31/8 2015)
    - Linus Sköld, S (ersättare för Sven-Erik Bucht 1/9 2015–4/4 2016)
      - Ida Karkiainen, S (ersättare för Sven-Erik Bucht från 5/4 2016)
- Fredrik Lundh Sammeli, S[7]
- Leif Pettersson, S[7]
- Emilia Töyrä, S[7]
- Hanna Wigh, SD[7]
- Birger Lahti, V[7]

### 2018/19–2021/22
- Linda Ylivainio, C[8]
- Mattias Karlsson, M[8]
- Sven-Erik Bucht, S[8] (24/9 2018–29/1 2019; statsråd 24/9 2018–21/1 2019)
  - Linus Sköld, S (ersättare för Sven-Erik Bucht 24/9 2018–21/1 2019; ledamot från 30/1 2019)
- Ida Karkiainen, S[8] (statsråd från 30/11 2021)
  - Hannah Bergstedt, S (ersättare för Ida Karkiainen från 30/11 2021)
- Fredrik Lundh Sammeli, S[8]
- Emilia Töyrä, S[8]
  - Hannah Bergstedt, S (ersättare för Emilia Töyrä 26/2–30/11 2019 samt 15/3–27/8 2021)
- Eric Palmqvist, SD[8]
- Birger Lahti, V[8]

### 2022/23–2025/26
- Mattias Karlsson, M[9]
- Ida Karkiainen, S[9]
- Sara Leghissa, S[9]
- Fredrik Lundh Sammeli, S[9]
- Linus Sköld, S[9]
- Eric Palmqvist, SD[9]
- Johnny Svedin, SD[9]
- Birger Lahti, V[9]

## Riksdagsledamöter i första kammaren
Vid tvåkammarriksdagens tillkomst 1867 var Norrbottens läns valkrets en egen valkrets i första kammaren. Antalet mandat var från början två, men höjdes till tre år 1882, till fyra vid lagtima riksmötet 1905 och till fem vid urtima riksmötet 1919. Från och med förstakammarvalet 1921 ingick länet i Västerbottens läns och Norrbottens läns valkrets.

### 1867–1911 (successivt förnyade mandat)
- Sven Peter Bergman (1867–1874)
  - Adolf Wilhelm Roos (1875–1889)
    - Lars Berg, prot (1890–1899)
      - Knut Gillis Bildt, prot (1900–1908)
        - Nils Bosæus, mod (1909–1911)
- Johan Jakob Nordström (1867–17/5 1874)
  - Sigurd Ribbing (1875–1879)
    - Johan Erik Nyström (1880–23/2 1889)
      - Fredrik Almgren, prot (17/4 1889–1898)
        - Carl Taube, FK:s min 1899–1904, prot 1905–1909, fh 1910–1911 (1899–1911)
- Henrik Adolf Widmark (1882–1888)
  - Carl Otto Bergman, prot (1889–1901)
    - Lars Berg, prot 1902–1909, fh 1910 (1902–1910)
      - Jacob Larsson, lib s (1911)
- Karl Husberg (1905–1906)
  - Emil Berggren, prot 1907–1909, fh 1910–1911 (1907–1911)

### 1912–1914
- Emil Berggren, n (1912–1913)
  - Axel Fagerlin, n (1914)
- Olof Bergqvist, n
- Jacob Larsson, lib s
- Manne Asplund, s

### 1915–lagtima riksdagen 1919
- Olof Bergqvist, n
- Axel Fagerlin, n
- Paul Hellström, lib s
- Manne Asplund, s

### Urtima riksdagen 1919–1920
- Olof Bergqvist, n
- Paul Hellström, lib s
- Carl Winberg, s vgr
- Fredrik Ström, s vgr (20/8–24/9 1919; valet överklagades och socialdemokratiska vänstergruppen förlorade sitt mandat som gick till liberala samlingspartiet)
  - David Hansén, lib s (26/9 1919–1920)
- Bernhard Rutqvist, vilde

### 1921
- Olof Bergqvist, n
- Johan Johanson, jfg
- Paul Hellström, lib s
- Carl Winberg, s vgr
- Fredrik Ström, k

### Valresultat

#### 1898 (första)
| Förstakammarvalet i Sverige 1898: Norrbottens läns valkrets | Förstakammarvalet i Sverige 1898: Norrbottens läns valkrets | Förstakammarvalet i Sverige 1898: Norrbottens läns valkrets | Förstakammarvalet i Sverige 1898: Norrbottens läns valkrets | Förstakammarvalet i Sverige 1898: Norrbottens läns valkrets |
| Kandidat                                                    | Kandidat                                                    | Röster                                                      | Röster                                                      | Röster                                                      |
| Kandidat                                                    | Kandidat                                                    | Antal                                                       | %                                                           | +− %                                                        |
| ----------------------------------------------------------- | ----------------------------------------------------------- | ----------------------------------------------------------- | ----------------------------------------------------------- | ----------------------------------------------------------- |
|                                                             | Lars Berg                                                   | 36                                                          | 97,3                                                        |                                                             |
|                                                             | Närmaste kandidat                                           | 1                                                           | 2,7                                                         |                                                             |
| Antal giltiga röster                                        | Antal giltiga röster                                        | 37                                                          |                                                             |                                                             |
| Kasserade röster                                            | Kasserade röster                                            | 0                                                           |                                                             |                                                             |
| Totalt                                                      | Totalt                                                      | 37                                                          |                                                             |                                                             |

| Förstakammarvalet i Sverige 1898: Norrbottens läns valkrets | Förstakammarvalet i Sverige 1898: Norrbottens läns valkrets | Förstakammarvalet i Sverige 1898: Norrbottens läns valkrets | Förstakammarvalet i Sverige 1898: Norrbottens läns valkrets | Förstakammarvalet i Sverige 1898: Norrbottens läns valkrets |
| Kandidat                                                    | Kandidat                                                    | Röster                                                      | Röster                                                      | Röster                                                      |
| Kandidat                                                    | Kandidat                                                    | Antal                                                       | %                                                           | +− %                                                        |
| ----------------------------------------------------------- | ----------------------------------------------------------- | ----------------------------------------------------------- | ----------------------------------------------------------- | ----------------------------------------------------------- |
|                                                             | Fredrik Almgren                                             | 31                                                          | N/A                                                         |                                                             |
|                                                             | Okänt                                                       | Okänt                                                       |                                                             |                                                             |
| Antal giltiga röster                                        | Antal giltiga röster                                        | Okänt                                                       |                                                             |                                                             |
| Kasserade röster                                            | Kasserade röster                                            | Okänt                                                       |                                                             |                                                             |
| Totalt                                                      | Totalt                                                      | Okänt                                                       |                                                             |                                                             |

Valet hölls den 20 september 1898 för Lars Bergs och Fredrik Almgrens mandat. Valkretsen hade 37 valmän och i Lars Bergs val deltog samtliga i valet. För valet för Almgrens mandat saknas statistik.
Fredrik Almgren, som omvaldes för sitt mandat, valdes samma dag att representera Älvsborgs läns valkrets i första kammaren och avsade sig därefter sitt Norrbottensmandat.

#### 1898 (andra)
| Förstakammarvalet i Sverige 1898: Norrbottens läns valkrets | Förstakammarvalet i Sverige 1898: Norrbottens läns valkrets | Förstakammarvalet i Sverige 1898: Norrbottens läns valkrets | Förstakammarvalet i Sverige 1898: Norrbottens läns valkrets | Förstakammarvalet i Sverige 1898: Norrbottens läns valkrets |
| Kandidat                                                    | Kandidat                                                    | Röster                                                      | Röster                                                      | Röster                                                      |
| Kandidat                                                    | Kandidat                                                    | Antal                                                       | %                                                           | +− %                                                        |
| ----------------------------------------------------------- | ----------------------------------------------------------- | ----------------------------------------------------------- | ----------------------------------------------------------- | ----------------------------------------------------------- |
|                                                             | Carl Taube                                                  | 29                                                          | 80,6                                                        |                                                             |
|                                                             | Gustaf Gilljam                                              | 7                                                           | 19,4                                                        |                                                             |
| Antal giltiga röster                                        | Antal giltiga röster                                        | 36                                                          |                                                             |                                                             |
| Kasserade röster                                            | Kasserade röster                                            | 0                                                           |                                                             |                                                             |
| Totalt                                                      | Totalt                                                      | 36                                                          |                                                             |                                                             |

Valet hölls den 21 september 1898 för Fredrik Almgrens mandat. Almgren hade blivit vald av två valkretsar den 20 september 1898 och avsade sig sitt Norrbottensmandat. Valkretsen hade 37 valmän och 36 deltog i valet.

#### 1899
| Förstakammarvalet i Sverige 1899: Norrbottens läns valkrets | Förstakammarvalet i Sverige 1899: Norrbottens läns valkrets | Förstakammarvalet i Sverige 1899: Norrbottens läns valkrets | Förstakammarvalet i Sverige 1899: Norrbottens läns valkrets | Förstakammarvalet i Sverige 1899: Norrbottens läns valkrets |
| Kandidat                                                    | Kandidat                                                    | Röster                                                      | Röster                                                      | Röster                                                      |
| Kandidat                                                    | Kandidat                                                    | Antal                                                       | %                                                           | +− %                                                        |
| ----------------------------------------------------------- | ----------------------------------------------------------- | ----------------------------------------------------------- | ----------------------------------------------------------- | ----------------------------------------------------------- |
|                                                             | Knut Gillis Bildt                                           | 32                                                          | 86,5                                                        |                                                             |
|                                                             | Närmaste kandidat                                           | 5                                                           | 13,5                                                        |                                                             |
| Antal giltiga röster                                        | Antal giltiga röster                                        | 37                                                          |                                                             |                                                             |
| Kasserade röster                                            | Kasserade röster                                            | 0                                                           |                                                             |                                                             |
| Totalt                                                      | Totalt                                                      | 37                                                          |                                                             |                                                             |

Valet hölls den 19 september 1899 för att utse en efterträdare till Lars Berg som hade avsagt sig sitt mandat. Valkretsen hade 37 valmän och samtliga deltog i valet.

#### 1901
| Förstakammarvalet i Sverige 1901: Norrbottens läns valkrets | Förstakammarvalet i Sverige 1901: Norrbottens läns valkrets | Förstakammarvalet i Sverige 1901: Norrbottens läns valkrets | Förstakammarvalet i Sverige 1901: Norrbottens läns valkrets | Förstakammarvalet i Sverige 1901: Norrbottens läns valkrets |
| Kandidat                                                    | Kandidat                                                    | Röster                                                      | Röster                                                      | Röster                                                      |
| Kandidat                                                    | Kandidat                                                    | Antal                                                       | %                                                           | +− %                                                        |
| ----------------------------------------------------------- | ----------------------------------------------------------- | ----------------------------------------------------------- | ----------------------------------------------------------- | ----------------------------------------------------------- |
|                                                             | Lars Berg                                                   | 33                                                          | 84,6                                                        |                                                             |
|                                                             | Närmaste kandidat                                           | 4                                                           | 10,3                                                        |                                                             |
|                                                             | Övriga kandidater                                           | 2                                                           | 5,1                                                         | —                                                           |
| Antal giltiga röster                                        | Antal giltiga röster                                        | 39                                                          |                                                             |                                                             |
| Kasserade röster                                            | Kasserade röster                                            | 0                                                           |                                                             |                                                             |
| Totalt                                                      | Totalt                                                      | 39                                                          |                                                             |                                                             |

Valet hölls den 18 september 1901 för att utse en efterträdare till Carl Otto Bergman som avlidit den 21 juni 1901. Valkretsen hade 39 valmän och samtliga deltog i valet.

#### 1904
| Förstakammarvalet i Sverige 1904: Norrbottens läns valkrets | Förstakammarvalet i Sverige 1904: Norrbottens läns valkrets | Förstakammarvalet i Sverige 1904: Norrbottens läns valkrets | Förstakammarvalet i Sverige 1904: Norrbottens läns valkrets | Förstakammarvalet i Sverige 1904: Norrbottens läns valkrets |
| Kandidat                                                    | Kandidat                                                    | Röster                                                      | Röster                                                      | Röster                                                      |
| Kandidat                                                    | Kandidat                                                    | Antal                                                       | %                                                           | +− %                                                        |
| ----------------------------------------------------------- | ----------------------------------------------------------- | ----------------------------------------------------------- | ----------------------------------------------------------- | ----------------------------------------------------------- |
|                                                             | Karl Husberg                                                | 27                                                          | 65,9                                                        |                                                             |
|                                                             | Närmaste kandidat                                           | 11                                                          | 26,8                                                        |                                                             |
|                                                             | Övriga kandidater                                           | 3                                                           | 7,3                                                         | —                                                           |
| Antal giltiga röster                                        | Antal giltiga röster                                        | 41                                                          |                                                             |                                                             |
| Kasserade röster                                            | Kasserade röster                                            | 0                                                           |                                                             |                                                             |
| Totalt                                                      | Totalt                                                      | 41                                                          |                                                             |                                                             |

Valet hölls den 21 september 1904 för att utse en ny ledamot efter valkretsens mandat höjts från tre till fyra. Valkretsen hade 41 valmän och samtliga deltog i valet.

#### 1906
| Förstakammarvalet i Sverige 1906: Norrbottens läns valkrets | Förstakammarvalet i Sverige 1906: Norrbottens läns valkrets | Förstakammarvalet i Sverige 1906: Norrbottens läns valkrets | Förstakammarvalet i Sverige 1906: Norrbottens läns valkrets | Förstakammarvalet i Sverige 1906: Norrbottens läns valkrets |
| Kandidat                                                    | Kandidat                                                    | Röster                                                      | Röster                                                      | Röster                                                      |
| Kandidat                                                    | Kandidat                                                    | Antal                                                       | %                                                           | +− %                                                        |
| ----------------------------------------------------------- | ----------------------------------------------------------- | ----------------------------------------------------------- | ----------------------------------------------------------- | ----------------------------------------------------------- |
|                                                             | Emil Berggren                                               | 40                                                          | 95,2                                                        |                                                             |
|                                                             | Lars Tingsten                                               | 1                                                           | 2,4                                                         |                                                             |
|                                                             | Axel Fagerlin                                               | 1                                                           | 2,4                                                         | —                                                           |
| Antal giltiga röster                                        | Antal giltiga röster                                        | 42                                                          |                                                             |                                                             |
| Kasserade röster                                            | Kasserade röster                                            | 1                                                           |                                                             |                                                             |
| Totalt                                                      | Totalt                                                      | 43                                                          |                                                             |                                                             |

Valet hölls den 18 september 1906 för att utse en efterträdare till Karl Husberg som avsagt sig sitt mandat. Valkretsen hade 43 valmän och samtliga deltog i valet.

#### 1907
| Förstakammarvalet i Sverige 1907: Norrbottens läns valkrets | Förstakammarvalet i Sverige 1907: Norrbottens läns valkrets | Förstakammarvalet i Sverige 1907: Norrbottens läns valkrets | Förstakammarvalet i Sverige 1907: Norrbottens läns valkrets | Förstakammarvalet i Sverige 1907: Norrbottens läns valkrets |
| Kandidat                                                    | Kandidat                                                    | Röster                                                      | Röster                                                      | Röster                                                      |
| Kandidat                                                    | Kandidat                                                    | Antal                                                       | %                                                           | +− %                                                        |
| ----------------------------------------------------------- | ----------------------------------------------------------- | ----------------------------------------------------------- | ----------------------------------------------------------- | ----------------------------------------------------------- |
|                                                             | Carl Taube                                                  | 28                                                          | 65,1                                                        | ▼15,5                                                       |
|                                                             | Lantmäterifiskal J. Hamrin                                  | 10                                                          | 23,3                                                        |                                                             |
|                                                             | Hjalmar Lundbohm                                            | 5                                                           | 11,6                                                        | —                                                           |
| Antal giltiga röster                                        | Antal giltiga röster                                        | 43                                                          |                                                             |                                                             |
| Kasserade röster                                            | Kasserade röster                                            | 0                                                           |                                                             |                                                             |
| Totalt                                                      | Totalt                                                      | 43                                                          |                                                             |                                                             |

Valet hölls den 18 september 1907 efter utgången av Carl Taubes nioåriga mandat. Valkretsen hade 43 valmän och samtliga deltog i valet.

#### 1908
| Förstakammarvalet i Sverige 1908: Norrbottens läns valkrets | Förstakammarvalet i Sverige 1908: Norrbottens läns valkrets | Förstakammarvalet i Sverige 1908: Norrbottens läns valkrets | Förstakammarvalet i Sverige 1908: Norrbottens läns valkrets | Förstakammarvalet i Sverige 1908: Norrbottens läns valkrets |
| Kandidat                                                    | Kandidat                                                    | Röster                                                      | Röster                                                      | Röster                                                      |
| Kandidat                                                    | Kandidat                                                    | Antal                                                       | %                                                           | +− %                                                        |
| ----------------------------------------------------------- | ----------------------------------------------------------- | ----------------------------------------------------------- | ----------------------------------------------------------- | ----------------------------------------------------------- |
|                                                             | Nils Bosæus                                                 | 26                                                          | 61,9                                                        |                                                             |
|                                                             | Lars Tingsten                                               | 16                                                          | 38,1                                                        |                                                             |
| Antal giltiga röster                                        | Antal giltiga röster                                        | 42                                                          |                                                             |                                                             |
| Kasserade röster                                            | Kasserade röster                                            | 1                                                           |                                                             |                                                             |
| Totalt                                                      | Totalt                                                      | 43                                                          |                                                             |                                                             |

Valet hölls den 23 september 1908 efter utgången av Knut Gillis Bildts nioåriga mandat. Valkretsen hade 43 valmän och samtliga deltog i valet.

## Riksdagsledamöter i andra kammaren
Norrbottens läns valkrets var även en valkrets till andra kammaren under perioden 1922–1970. Fram till 1921 var länet däremot indelat i olika valkretsar, under perioden med majoritetsval 1866–1911 i kretsar med ett mandat vardera. 
I andrakammarvalen 1866–1869 var landsbygden uppdelad på två valkretsar, Norrbottens norra domsagas valkrets och Norrbottens södra domsagas valkrets. Vid 1872 års val delades den södra valkretsen upp i Norrbottens södra domsagas södra valkrets (omfattande Piteå och Råneå tingslag) och Norrbottens södra domsagas norra valkrets (omfattande Överluleå och Nederluleå tingslag samt Jokkmokks och Gällivare lappmarker). I valet 1878 gjordes en total valkretsreform där de äldre valkretsarna ersattes av fyra nya: Piteå domsagas valkrets, Luleå domsagas valkrets, Kalix domsagas valkrets och Torneå domsagas valkrets. I valet 1908 bröts vissa områden ut ur Kalix- och Torneåkretsarna och bildade en femte valkrets, Gällivare domsagas valkrets.
Av länets städer ingick residensstaden Luleå samt Piteå i Härnösands, Umeå, Luleå och Piteå valkrets i valen 1866–1872, medan Haparanda ingick i landsbygdsvalkretsarna (se ovan). Vid valet 1875 överfördes dock Haparanda till stadsvalkretsen, som utökades till Härnösands, Umeå, Skellefteå, Piteå, Luleå och Haparanda valkrets. Inför valet 1878 ändrades valkretsen till Luleå, Umeå, Piteå, Haparanda och Skellefteå valkrets, men i extravalet 1887 bildade de tre norrbottniska städerna en gemensam valkrets, Luleå, Piteå och Haparanda valkrets. Inför valet 1896 överfördes Piteå till Umeå, Skellefteå och Piteå valkrets medan de båda andra bildade Luleå och Haparanda valkrets.
Vid införandet av proportionellt valsystem i valet 1911 avskaffades samtliga äldre andrakammarvalkretsar och länet indelades i Norrbottens läns södra valkrets (med tre mandat i valen 1911–1917, fyra i valet 1920) och Norrbottens läns norra valkrets (med tre mandat). Vid andrakammarvalet 1921 förenades länet slutligen till en enda sammanhållen valkrets. Antalet mandat var sju i valen 1921–1932 och därefter åtta i valen 1936–1968.

### 1922–1924
- Kristoffer Bergström, lmb
- Nils Erik Nilsson, lmb
- Linus Lundström, lib s 1922–1923, fris 1924
- Ernst Hage, s vgr 1922–1923, s 1924
- Oscar Lövgren, s vgr 1922–1923, s 1924
- Jonas Dahlén, k
- Robert Samuelsson, k

### 1925-1928
- Jöran Grapenson, lmb
- Helmer Hedström, lmb
- Nils Erik Nilsson, lmb
- Ernst Hage, s
- Oscar Lövgren, s
- Jonas Dahlén, k
- Robert Samuelsson, k

### 1929–1932
- Jöran Grapenson, lmb
- Harald Lundström, lmb
- Nils Erik Nilsson, lmb
- Reinhold Selberg, fris
- Ernst Hage, s
- Oscar Lövgren, s
- Jonas Dahlén, k 1929, k (Kilbom) 1930–1932

### 1933–1936
- Alf Meyerhöffer, lmb 1933–1934, ng 1935–1936
- Nils Erik Nilsson, lmb 1933–1934, h 1935–1936
- Johan Johanson, bf
- Ernst Hage, s
- Oscar Lövgren, s
- Johan Brädefors, k (Sillén)/k
- Hilding Hagberg, k (Sillén)/k

### 1937–1940
- Nils Erik Nilsson, h
- Otto Silfverbrand, h
- Johan Johanson, bf
- Ernst Hage, s
- Oscar Lövgren, s
- Karl Viklund, s
- Johan Brädefors, k
- Hilding Hagberg, k

### 1941–1944
- Emil Petersson, h (1/1–20/12 1941)
  - Dan Blombäck, h (1942–1944)
- Lars Andersson, bf
- Johan-Olof Gavelin, s
- Ernst Hage, s (1941–1942)
  - Jakob Grym, s (1943–1944)
- Ivar Jansson, s
- Oscar Lövgren, s
- Karl Viklund, s
- Hilding Hagberg, k

### 1945–1948
- Märta Boman, h
- Lars Andersson, bf (1945–1946)
  - Knut Stenvall, bf (1947–1948)
- Johan-Olof Gavelin, s
- Ivar Jansson , s
- Oscar Lövgren, s
- Karl Viklund, s (1945–1946)
  - Hildur Ericsson, s (1947–1948)
- Hilding Hagberg, k
- Helmer Holmberg, k

### 1949–1952
- Märta Boman, h
- John Löfroth, fp
- Hildur Ericsson, s
- Johan-Olof Gavelin, s
- Ivar Jansson, s
- Olof Wiklund, s
- Hilding Hagberg, k
- Helmer Holmberg, k

### 1953–1956
- Märta Boman, h
- Harald Larsson, bf
- John Löfroth, fp
- Hildur Ericsson, s
- Johan-Olof Gavelin, s
- Ivar Jansson, s
- Olof Wiklund, s
- Helmer Holmberg, k

### 1957–vårsessionen 1958
- Märta Boman, h
- Harald Larsson, bf/c
- John Löfroth, fp
- Ivar Jansson, s
- Annie Jäderberg, s
- Ragnar Lassinantti, s
- Olof Wiklund, s
- Helmer Holmberg, k

### Höstsessionen 1958–1960
- Märta Boman, h
- Harald Larsson, c
- Valdemar Berglund, s (1958–14/7 1960)
  - Erik Hammarsten, s (17/10–31/12 1960)
- Ivar Jansson, s
- Annie Jäderberg, s
- Ragnar Lassinantti, s
- Olof Wiklund, s
- Helmer Holmberg, k

### 1961–1964
- Märta Boman, h
- Harald Larsson, c
- John Löfroth, fp
- Annie Jäderberg, s
- Ragnar Lassinantti, s
- Ingvar Svanberg, s
- Olof Wiklund, s (1961–1962)
  - Erik Hammarsten, s (1963–1964)
- Helmer Holmberg, k

### 1965–1968
- Per Petersson, h
- Harald Larsson, c (1965–13/8 1966)
  - Arne Lindberg, c (16/10 1966–1968)
- Bertil Öhvall, fp
- Erik Hammarsten, s
- Annie Jäderberg, s
- Ragnar Lassinantti, s (1965–1966)
  - Tage Hansson, s (1967–1968)
- Ingvar Svanberg, s
- Helmer Holmberg, k (1965–1966)
  - Gösta Andersson, vpk (1967)
    - Eivor Marklund, vpk (1968)

### 1969–1970
- Per Petersson, h/m
- Torsten Stridsman, c
- Frida Berglund, s
- Erik Hammarsten, s
- Tage Hansson, s
- Karl-Erik Häll, s
- Ingvar Svanberg, s
- Eivor Marklund, vpk

### Valresultat

#### 1952
| Parti                | Parti                                     | Röster           | Röster | Röster | Mandatfördelning | Mandatfördelning |
| Parti                | Parti                                     | Antal            | %      | +− %   | Antal            | +−               |
| -------------------- | ----------------------------------------- | ---------------- | ------ | ------ | ---------------- | ---------------- |
|                      | Sveriges socialdemokratiska arbetareparti | 55 148           | 50,0   | +1,4   | 4                | 0                |
|                      | Sveriges kommunistiska parti              | 19 025           | 17,3   | -4,1   | 1                | 0                |
|                      | Högerpartiet                              | 13 354           | 12,1   | +1,6   | 1                | 0                |
|                      | Folkpartiet                               | 13 052           | 11,9   | +1,2   | 1                | 0                |
|                      | Landsbygdspartiet Bondeförbundet          | 9 628            | 8,7    | -0,1   | 1                | 0                |
|                      | Övriga partier                            | 7                | 0,0    |        | —                | —                |
| Antal giltiga röster | Antal giltiga röster                      | 109 213          | 100,0  |        | 8                |                  |
| Ogiltiga röster      | Ogiltiga röster                           | 373              |        |        |                  |                  |
| Totalt               | Totalt                                    | 109 586 (77,0 %) |        |        |                  |                  |

Inför valet upptogs 145 607 personer i röstlängden, och av dessa var 143 416 personer (98,5 %) röstberättigade och 2 191 personer (1,5 %) icke röstberättigade. Valdeltagandet var 77,0 %.

#### 1956
| Parti                | Parti                                     | Röster           | Röster | Röster | Mandatfördelning | Mandatfördelning |
| Parti                | Parti                                     | Antal            | %      | +− %   | Antal            | +−               |
| -------------------- | ----------------------------------------- | ---------------- | ------ | ------ | ---------------- | ---------------- |
|                      | Sveriges socialdemokratiska arbetareparti | 53 914           | 49,3   | ▼0,7   | 4                | ▬                |
|                      | Sveriges kommunistiska parti              | 18 832           | 17,2   | ▼0,1   | 1                | ▬                |
|                      | Högerpartiet                              | 14 809           | 13,5   | ▲1,4   | 1                | ▬                |
|                      | Folkpartiet                               | 12 065           | 11,0   | ▼0,9   | 1                | ▬                |
|                      | Landsbygdspartiet Bondeförbundet          | 9 871            | 9,0    | ▲0,3   | 1                | ▬                |
|                      | Övriga partier                            | 2                | 0,0    | ▼      | 0                | ▬                |
| Antal giltiga röster | Antal giltiga röster                      | 109 493          | 100,0  |        | 8                |                  |
| Ogiltiga röster      | Ogiltiga röster                           | 459              |        |        |                  |                  |
| Totalt               | Totalt                                    | 109 952 (73,8 %) |        |        |                  |                  |

Inför valet upptogs 151 939 personer i röstlängden, och av dessa var 148 957 personer (98,0 %) röstberättigade och 2 982 personer (2,0 %) icke röstberättigade. Valdeltagandet var 73,8 %.

#### 1958
| Parti                | Parti                                     | Röster           | Röster | Röster | Mandatfördelning | Mandatfördelning |
| Parti                | Parti                                     | Antal            | %      | +− %   | Antal            | +−               |
| -------------------- | ----------------------------------------- | ---------------- | ------ | ------ | ---------------- | ---------------- |
|                      | Sveriges socialdemokratiska arbetareparti | 63 079           | 53,1   | ▲3,8   | 5                | ▲1               |
|                      | Sveriges kommunistiska parti              | 19 065           | 17,2   | ▼1,1   | 1                | ▬                |
|                      | Högerpartiet                              | 15 484           | 13,0   | ▼0,5   | 1                | ▬                |
|                      | Centerpartiet                             | 11 497           | 9,7    | ▲0,7   | 1                | ▬                |
|                      | Folkpartiet                               | 9 602            | 8,1    | ▼2,9   | 0                | ▼1               |
|                      | Övriga partier                            | 1                | 0,0    | ▼      | 0                | ▬                |
| Antal giltiga röster | Antal giltiga röster                      | 118 728          | 100,0  |        | 8                |                  |
| Ogiltiga röster      | Ogiltiga röster                           | 265              |        |        |                  |                  |
| Totalt               | Totalt                                    | 118 993 (77,1 %) |        |        |                  |                  |

Inför valet upptogs 157 639 personer i röstlängden, och av dessa var 154 259 personer (98,0 %) röstberättigade och 3 380 personer (2,1 %) icke röstberättigade. Valdeltagandet var 73,8 %.

#### 1968
| Parti                | Parti                                     | Röster           | Röster | Röster | Mandatfördelning | Mandatfördelning |
| Parti                | Parti                                     | Antal            | %      | +− %   | Antal            | +−               |
| -------------------- | ----------------------------------------- | ---------------- | ------ | ------ | ---------------- | ---------------- |
|                      | Sveriges socialdemokratiska arbetareparti | 85 247           | 57,8   |        | 5                | +1               |
|                      | Centerpartiet                             | 18 285           | 12,4   |        | 1                | 0                |
|                      | Vänsterpartiet Kommunisterna              | 14 924           | 10,8   |        | 1                | 0                |
|                      | Högerpartiet                              | 13 119           | 8,9    |        | 1                | 0                |
|                      | Folkpartiet                               | 12 021           | 8,1    |        | 0                | -1               |
|                      | Kristen Demokratisk Samling               | 2 889            | 2,0    |        | 0                | 0                |
|                      | Övriga partier                            | 37               | 0,0    |        | —                | —                |
| Antal giltiga röster | Antal giltiga röster                      | 147 532          | 100,0  |        | 8                |                  |
| Ogiltiga röster      | Ogiltiga röster                           | 611              |        |        |                  |                  |
| Totalt               | Totalt                                    | 148 143 (87,3 %) |        |        |                  |                  |

Inför valet var 169 684 personer röstberättigade. Antalet poströster utgjorde 10 481 eller 7,1 % av hela antalet röster.